# Abendrothstraße

Nr. 10: Abendroth-Gymnasium

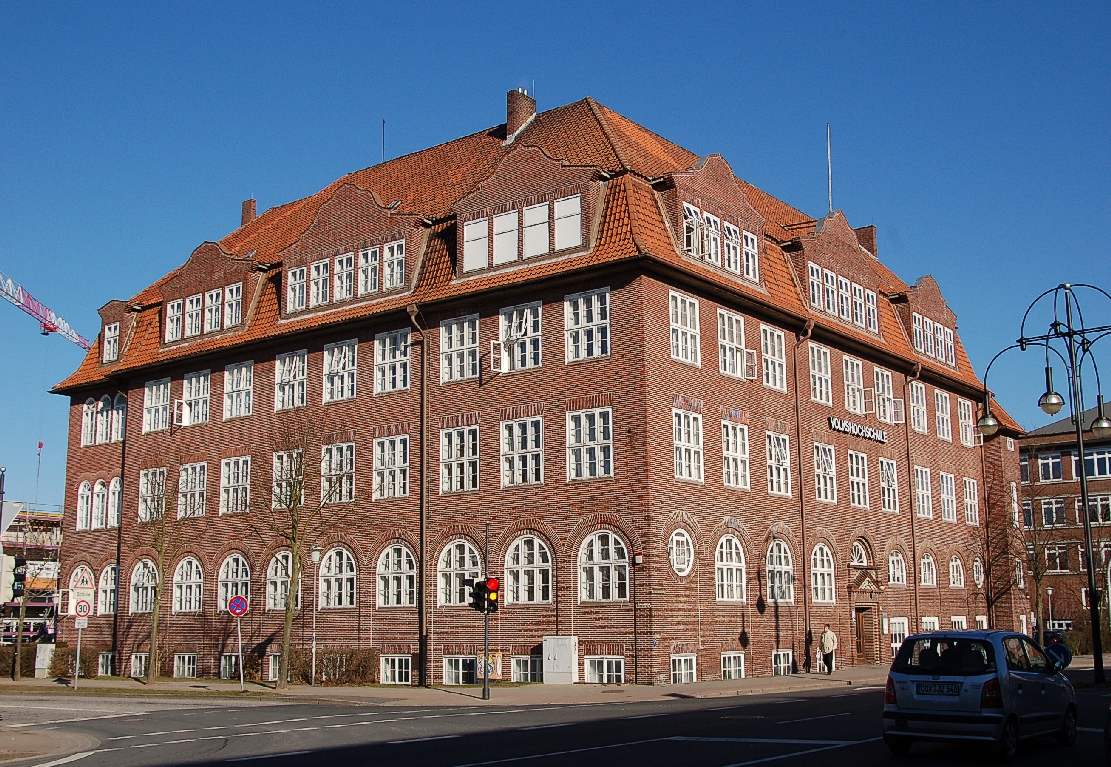
Nr. 16: Volkshochschule Cuxhaven

Die Abendrothstraße in der Kernstadt von Cuxhaven ist eine alte ca. 2,4 km lange Straße. Sie führt in Nord-Süd-Richtung als Bundesstraße 73 von der Konrad-Adenauer-Allee / Poststraße zur Altenwalder Chaussee / Theodor-Storm-Straße.

## Nebenstraßen
Die Neben- und Anschlussstraßen sind benannt als Konrad-Adenauer-Allee nach dem ersten Bundeskanzler, Poststraße nach dem Postamt, das hier bis 2000 stand, Delftstraße nach dem Entwässerungspriel Delftstrom, Claus-Oellerich-Weg nach dem Lehrer und Heimatforscher Claus Oellerich (1876–1961), Rohdestraße nach dem Schuldirektor Johann Diedrich Rohde (1842–1908), Schulstraße nach dem Weg zum Lichtenberg-Gymnasium, Balsenstraße nach dem Hotelier und Gemeindevorsteher Sede Balsen († 1909), Westerwischweg nach dem niederdeutschen Wort „Wisch“ für Weideland, Südersteinstraße nach der Lage, Theodor-Storm-Straße nach dem Dichter Theodor Storm (1817–1888) und Altenwalder Chaussee nach dem Ort, zu dem sie führt.

## Geschichte

### Name
Die Straße wurde 1895 benannt nach dem Ritzebüttler Amtmann (1809–1811) Amandus Augustus Abendroth (1767–1842). Er war zudem Hamburger Senator und Bürgermeister.
Er gründete 1816 das Nordseebad Cuxhaven.

### Entwicklung
Nachdem 1872 Ritzebüttel und Alt-Cuxhaven vereinigt wurden, erfolgte ein stärkerer Ausbau des Ortsgebietes im Bereich der Schweinsweide, wie der dortige Weg noch hieß. 1890 hatte der Ort 4.905 Einwohner, 1910 waren es schon 14.888.
Die Straße wurde 1895 gebaut und zeitweise auch als Abendroth-Weg bezeichnet. 1929 erhielt sie als erste Straße in Cuxhaven eine Asphaltdecke. 2009 wurde die Kreuzung Abendrothstraße / Schulstraße / Rohdestraße umgestaltet und die Abendrothstraße saniert. Zwei denkmalgeschützte Schulbauten prägen die Straße, wie auch der Neubau der Stadtsparkasse von 1998.
Verkehrlich wird die Straße durch die Buslinien 1010, 1020, 1021, 1024, 1026 und 1027 der KVG erschlossen.

## Gebäude (Auswahl)

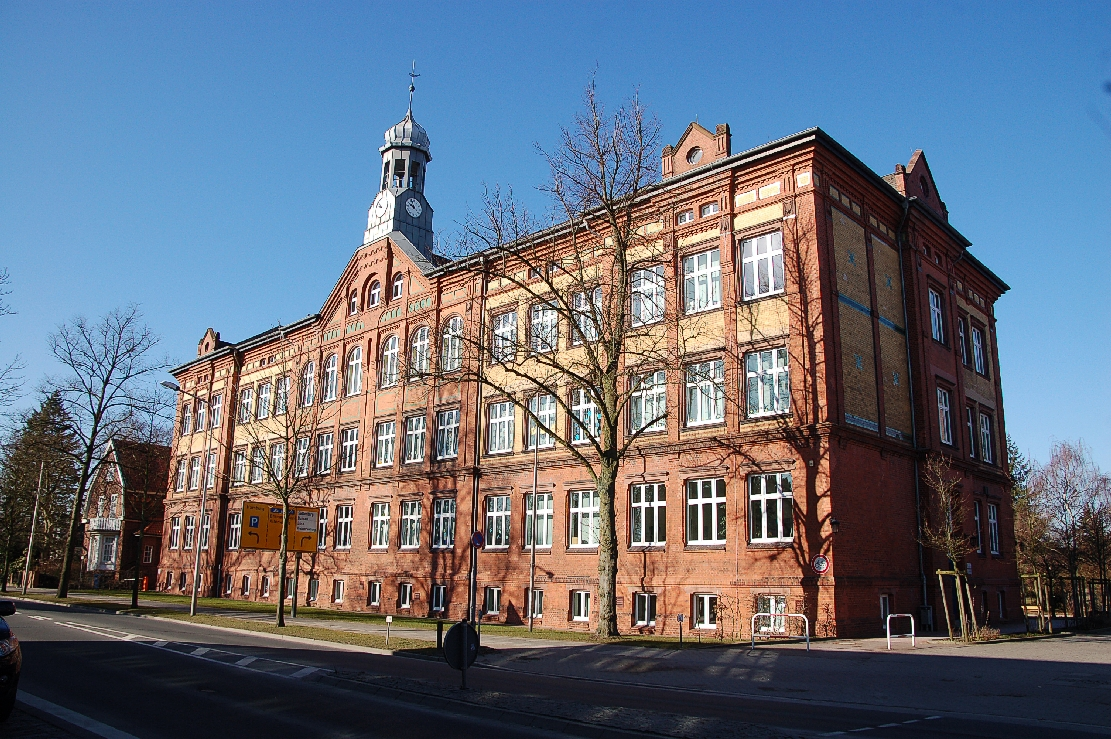
Nr. 20: Abendrothschule

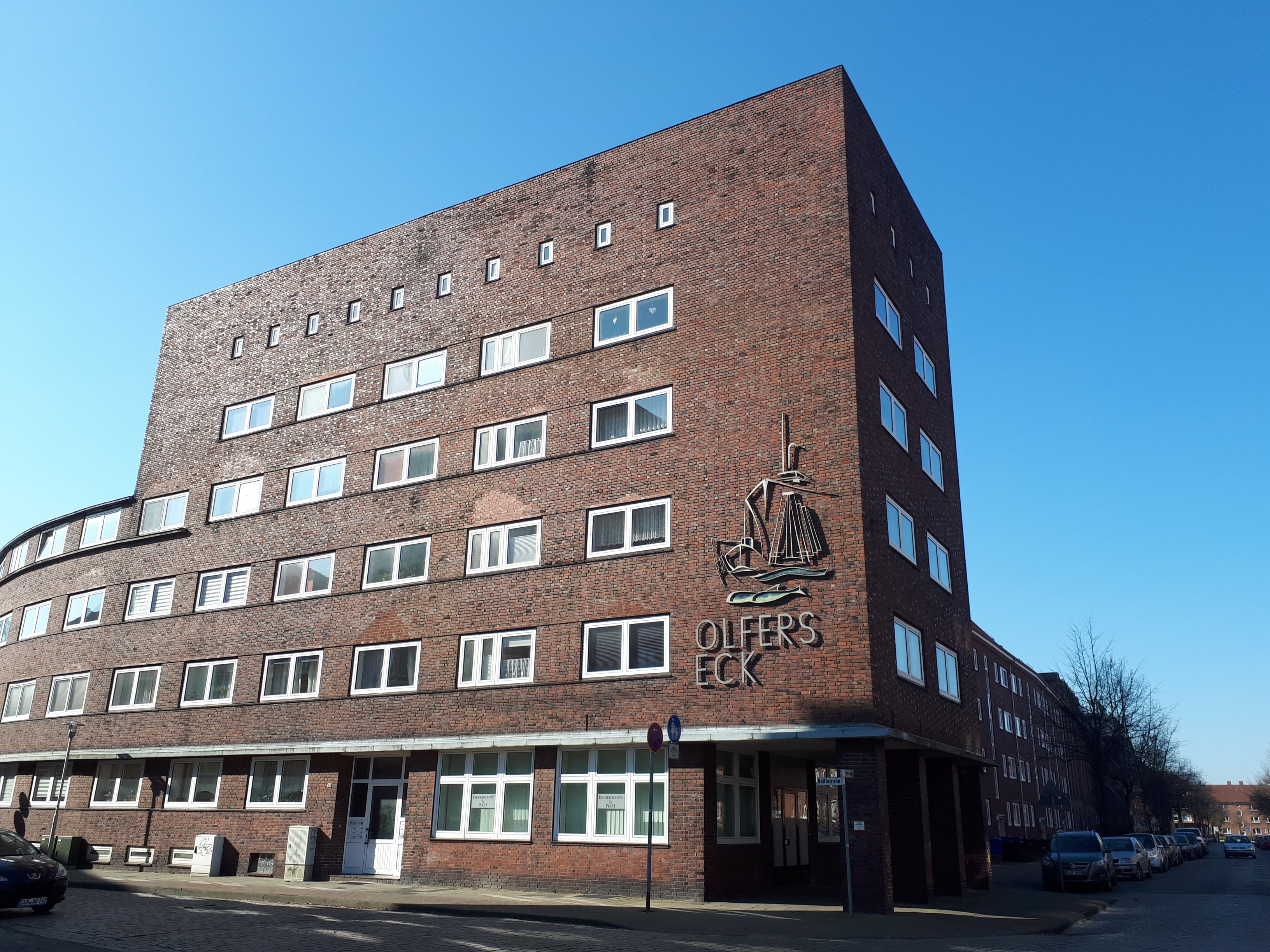
Olfers-Eck

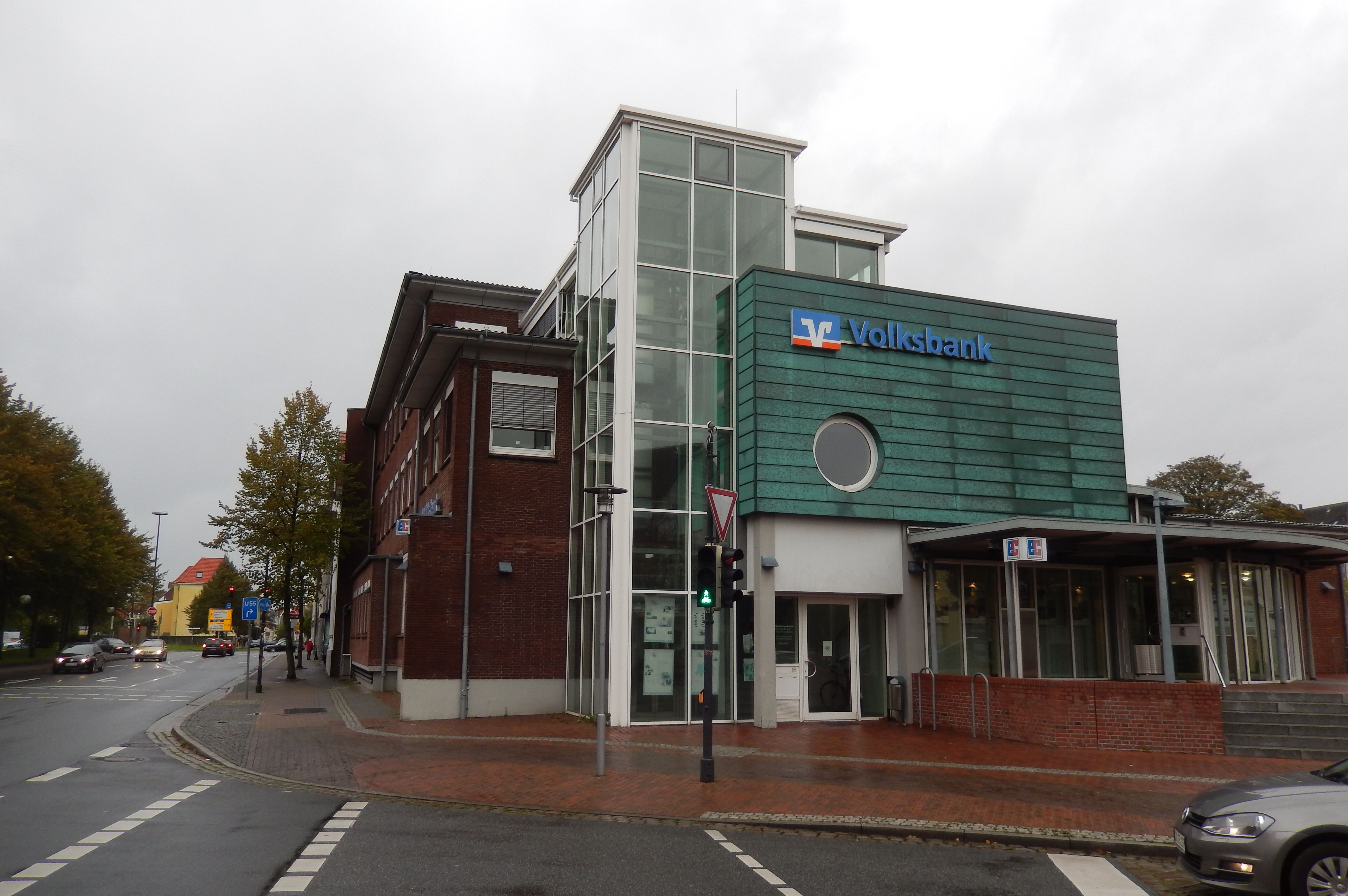
Volksbank

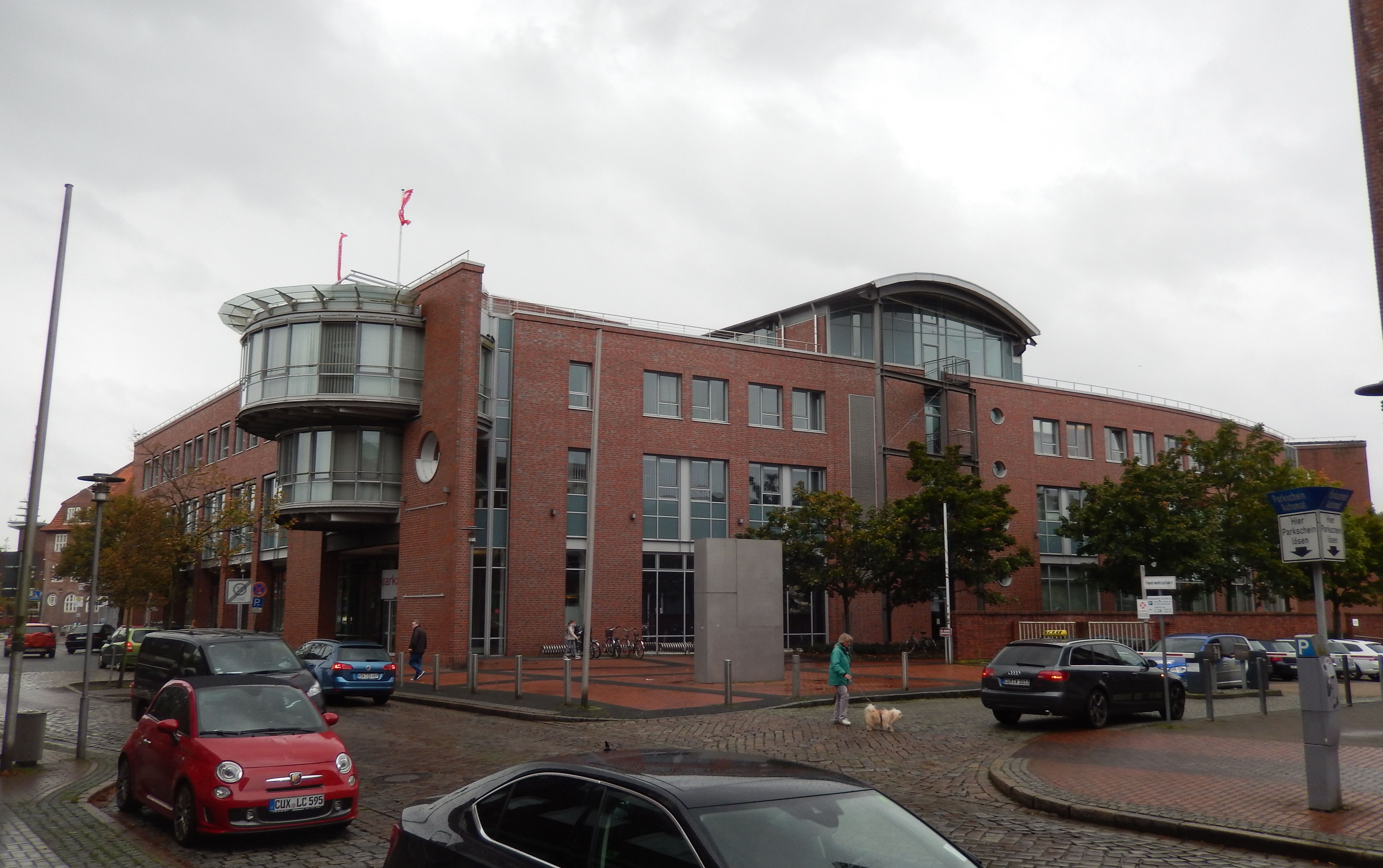
Stadtsparkasse

An der Straße stehen zumeist zwei- und dreigeschossige Gebäude. Die mit D gekennzeichneten Häuser stehen unter Denkmalschutz.
- Poststraße Nr. 6: Zwei- und dreigeschossiger Neubau der Volksbank Stade-Cuxhaven
- Nr. 6 und 8: Sechsgeschossige verklinkerte Mehrfamilienhäuser von um 1929 (D) als Kopfbauten der Wohnhäuser an der Delftstraße, erbaut für die Cuxhavener Bauhütte
- Rohdestraße 6: Drei- bis fünfgeschossiger Neubau von 1998 für die Stadtsparkasse Cuxhaven
- Nr. 9a: Häuser der Wohnstätten Cuxhaven eG
- Nr. 10: Drei- bis fünfgeschossiges verklinkertes Gebäude (D) von 1929 nach Plänen Fritz Schumacher für  das Amandus-Abendroth-Gymnasium
- Nr. 16: Dreigeschossiges verklinkertes Gebäude von 1927 im Baustil der Reformarchitektur (D); zunächst Berufsschule, von 1988 bis in die 2000er Jahre auch Sitz der Stadtbibliothek Cuxhaven; danach Sitz der Volkshochschule Cuxhaven
- Nr. 11: Gebäude des Studienseminars Cuxhaven
- Nr. 20: Dreigeschossiges verklinkertes Gebäude von 1907 der Abendrothschule Cuxhaven (D)
  - Skulptur Mädchen, von 1960 vom Bildhauer Karl Wenke
- Nr. 25: Zweigeschossiges Haus der Jugend von 1953
- Nr. 32: Wohn- und Praxishaus (D)
- Nr. 45: Zweigeschossiges  Geschäftshaus mit Walmdach